# Маслюк звичайний

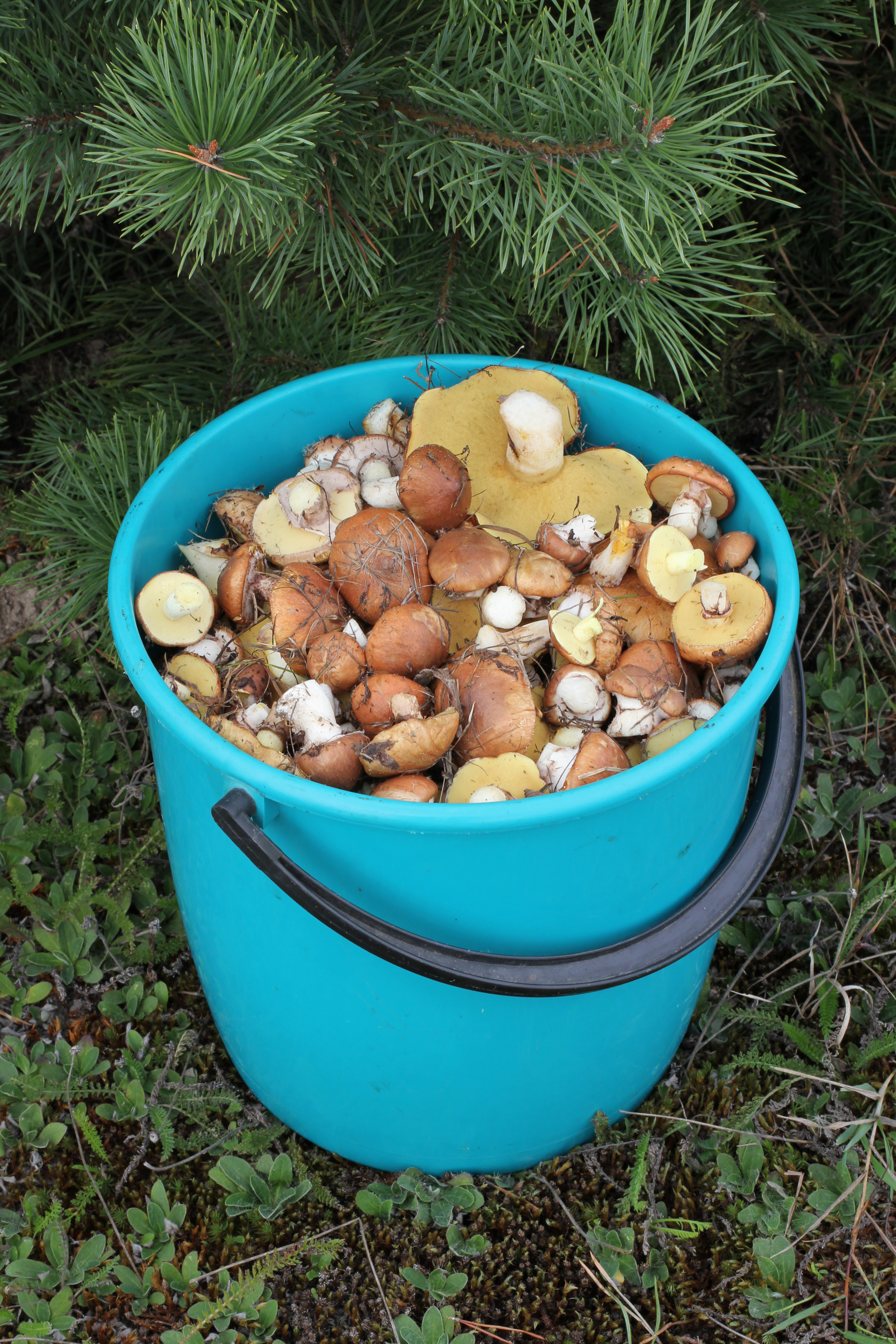
Маслюки у відрі. Вінницька область

Маслюк звичайний (Suillus luteus) — вид грибів із роду маслюк родини маслюкових (Suillaceae). Місцеві назви — козляк, козар.

## Опис
Шапка 3-8(10-12) см у діаметрі, напівсферична, потім опукло- або плоскорозпростерта, з тупим краєм, каштанова або жовтуватокоричнювата, гола, клейка. Шкірка знімається дуже легко. Пори спочатку білуваті, з віком жовтіють, кутасто-округлі. Спори брудно-жовтуваті, 7-10,5 × 3-3,5 мкм. Ніжка 3-8(10) × 1-3 см, щільна, білувата, пізніше жовтувата, коричнювата, з кільцем, яке швидко зникає. Кільце пластинчасто-плівчасте, біле, згодом коричнювате, іноді з лілуватим відтінком. М'якуш водянистий, білуватий, з віком жовтуватий, під шкіркою темніший, при розрізуванні на повітрі не змінюється, смак і запах приємні.

## Поширення
Гриб поширений у хвойних лісах Євразії та Північної Америки, завезений на південь Австралії та до Нової Зеландії.
Зустрічається по всій Україні у хвойних (соснових) і мішаних лісах. Збирають з липня по листопад. 
Великі популяції виду цього гриба в останні роки відзначаються у заповіднику "Медобори" та в околицях санної траси в м. Кременець, Тернопільської області. 

## Використання
Дуже добрий їстівний гриб. Перед приготуванням з шапинки знімають шкірку, бо навіть після відварювання залишається слизистою і при вживанні може викликати розлад шлунку. Використовують маслюки свіжими, про запас сушать, солять, маринують.  Вживають вареним, маринованим, смаженим. у Прикарпатті, на Поліссі (зокрема Рівненщина та Волинь), та ближніх до Рівненщини районах на Тернопільщині. Маслюк звичайний можна сплутати з маслюком зернистим (Suillus granulatus), але він без кільця на ніжці. Може викликати алергію.Автор  М. Сергеєва у своїй книзі пропонує  готувати маслюки зі шкірою.
| Частина гриба | Свіжі гриби | Свіжі гриби   | Склад сухої речовини | Склад сухої речовини | Склад сухої речовини | Склад сухої речовини | Склад сухої речовини | Склад сухої речовини  | Склад сухої речовини |
| Частина гриба | Вода        | Суха речовина | Білки                | Жири                 | Манітол              | Цукор                | Клітковина           | Екстрактивні речовини | Зола                 |
| ------------- | ----------- | ------------- | -------------------- | -------------------- | -------------------- | -------------------- | -------------------- | --------------------- | -------------------- |
| Ніжка         | 91,07       | 8,93          | 32,75                | 3,80                 | 15,57                | 0,18                 | 35,99                | 4,43                  | 7,46                 |
| Шапинка       | 91,69       | 8,41          | 40,74                | 6,42                 | 16,91                | 0,91                 | 21,05                | 3,50                  | 10,47                |

## Див. також

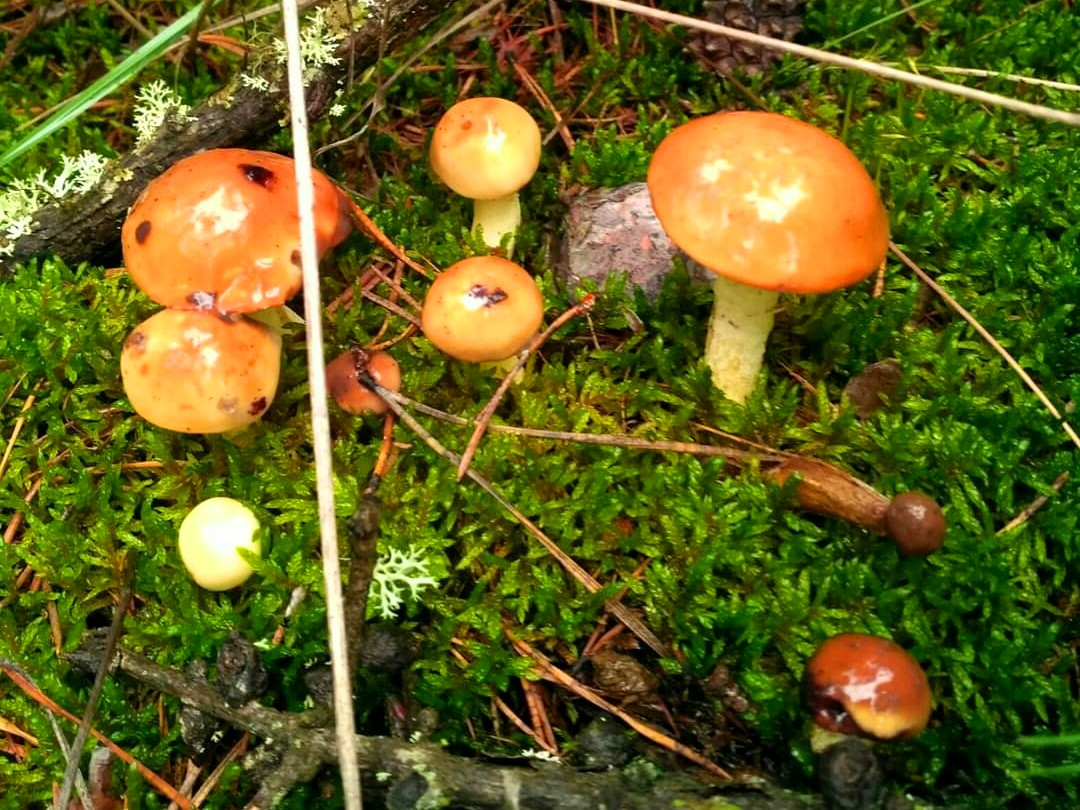
Маслюк звичайний. Маслюк звичайний